# Hirola
Hirola (Beatragus hunteri nebo Damaliscus hunteri) patří mezi nejmenší buvolce, má z nich však nejdelší rohy. Je to velmi vzácné zvíře, které čelí akutní hrozbě vyhynutí.

## Popis
Jedná se o nápadně štíhlého kopytníka s výrazně prohnutými rohy, které mohou měřit až 72 cm a mají na sobě vystouplé prstence. Délka těla činí 120 až 200 cm, výška v kohoutku 95–105 cm a hmotnost 80 až 118 kg. Zbarvení je stejnoměrně pískové nebo světle žlutohnědé, pouze mezi očima a kolem nich má zvíře zřetelnou bílou linii tvarem připomínající cvikr.
Samci jsou větší a jejich rohy jsou delší a tlustší. Na šíji mají velmi silnou kůži, která slouží jako ochrana před zraněním ve vzájemných soubojích. 
Hirola žije v rodinných skupinách nebo malých stádech o počtu 5 až 40 jedinců, vedených nejsilnějším samcem. Samci nemající svá stáda vytváří mládenecké skupiny, které mohou žít pospolu s buvolci topi.
Živí se převážně trávou, případně listy a výhonky keřů. Vyskytuje se v suchém křovinatém buši nebo polopouštních oblastech na poměrně malém území v pohraničních oblastech mezi Keňou a Somálskem, zejména v povodí řek Jubba a Tana. Vzhledem k tomu, že se jedná o oblast ohroženou rozšiřováním pouští, byla v 70. letech část hirol odchycena a přesunuta do národního parku Tsavo, kde se dobře aklimatizovaly a k roku 2015 jich tam žilo 76.

## Ohrožení
Jedná se o kriticky ohrožený druh, jehož počty nepřesahují několik set jedinců (udává se 200 až 400), přičemž ještě v roce 1979 jich žilo nejméně 18 000. Hlavními hrozbami jsou lov, nemoci, úbytek stanovišť, sucho a kompetice s domácími zvířaty o zdroje potravy.
V zajetí se chová jen výjimečně. Poprvé byl chován v 70. letech v ZOO Dvůr králové nad Labem, kde se je podařilo i rozmnožit.

## Galerie

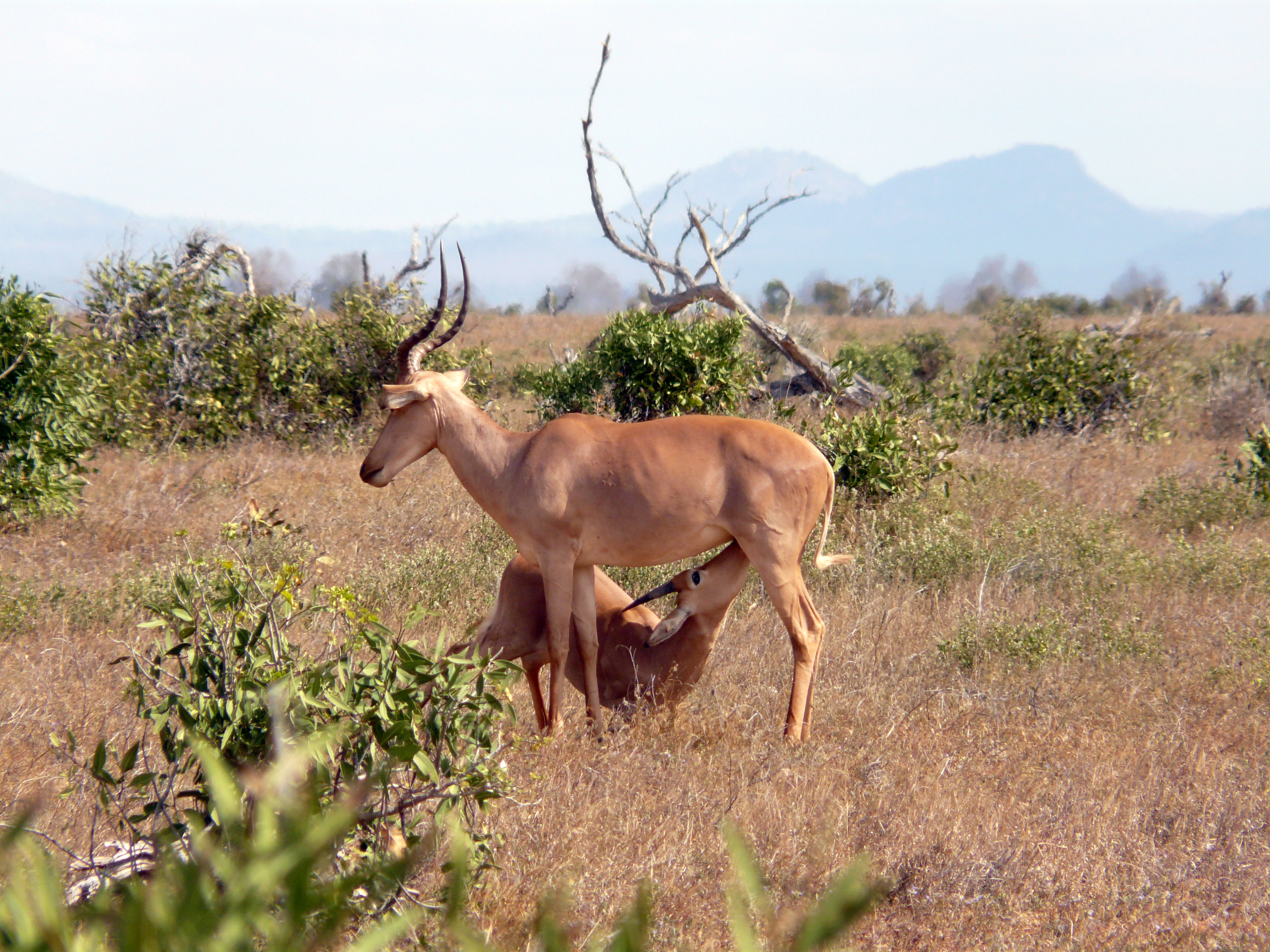
Hirola s mládětem
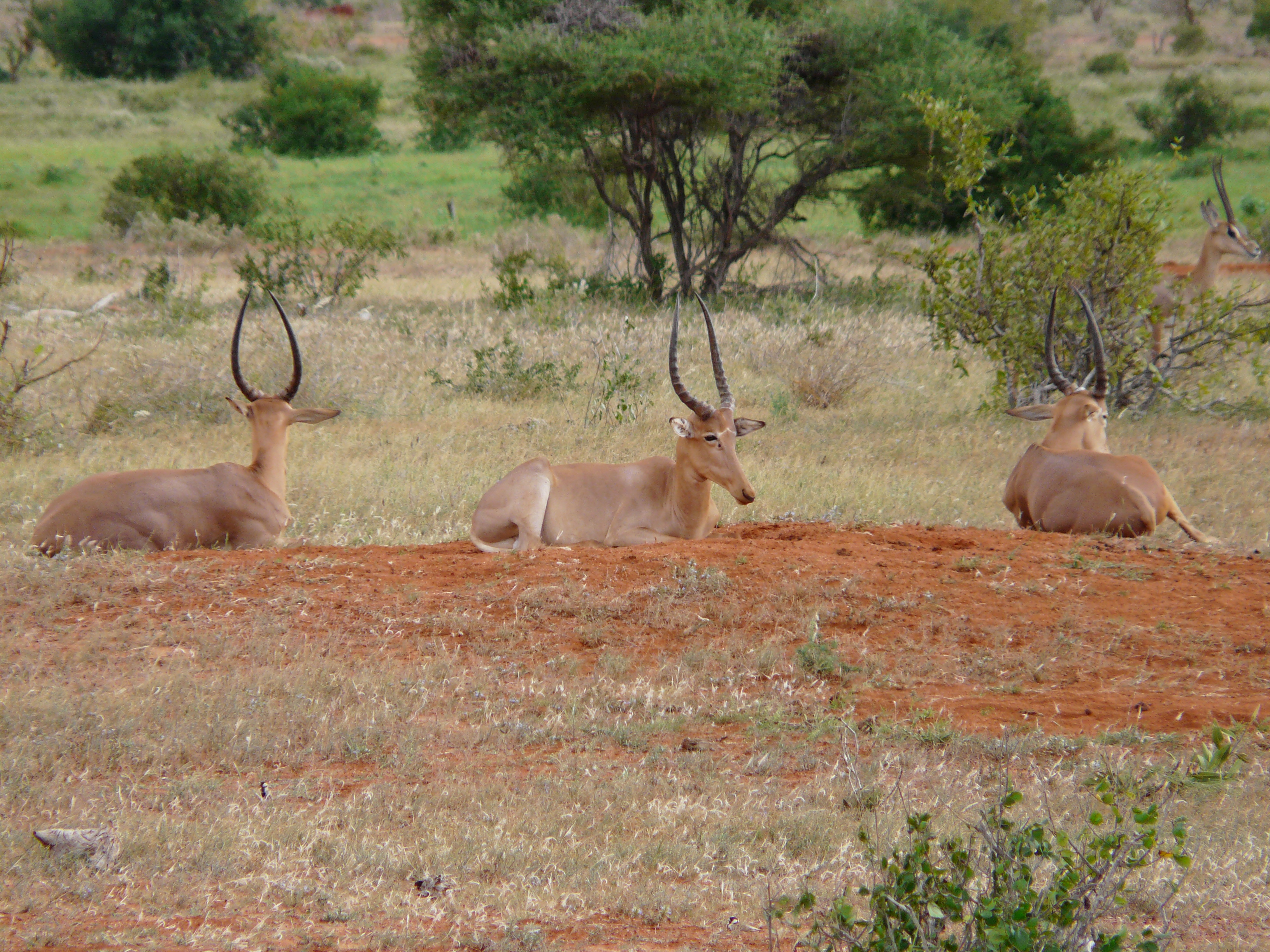
Odpočívající hiroly
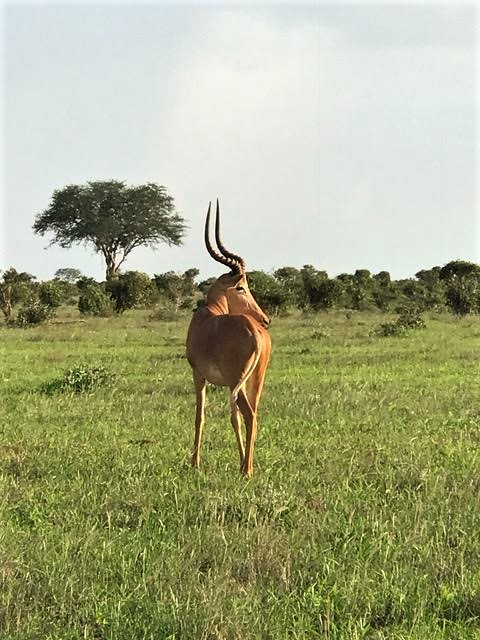
Hirola
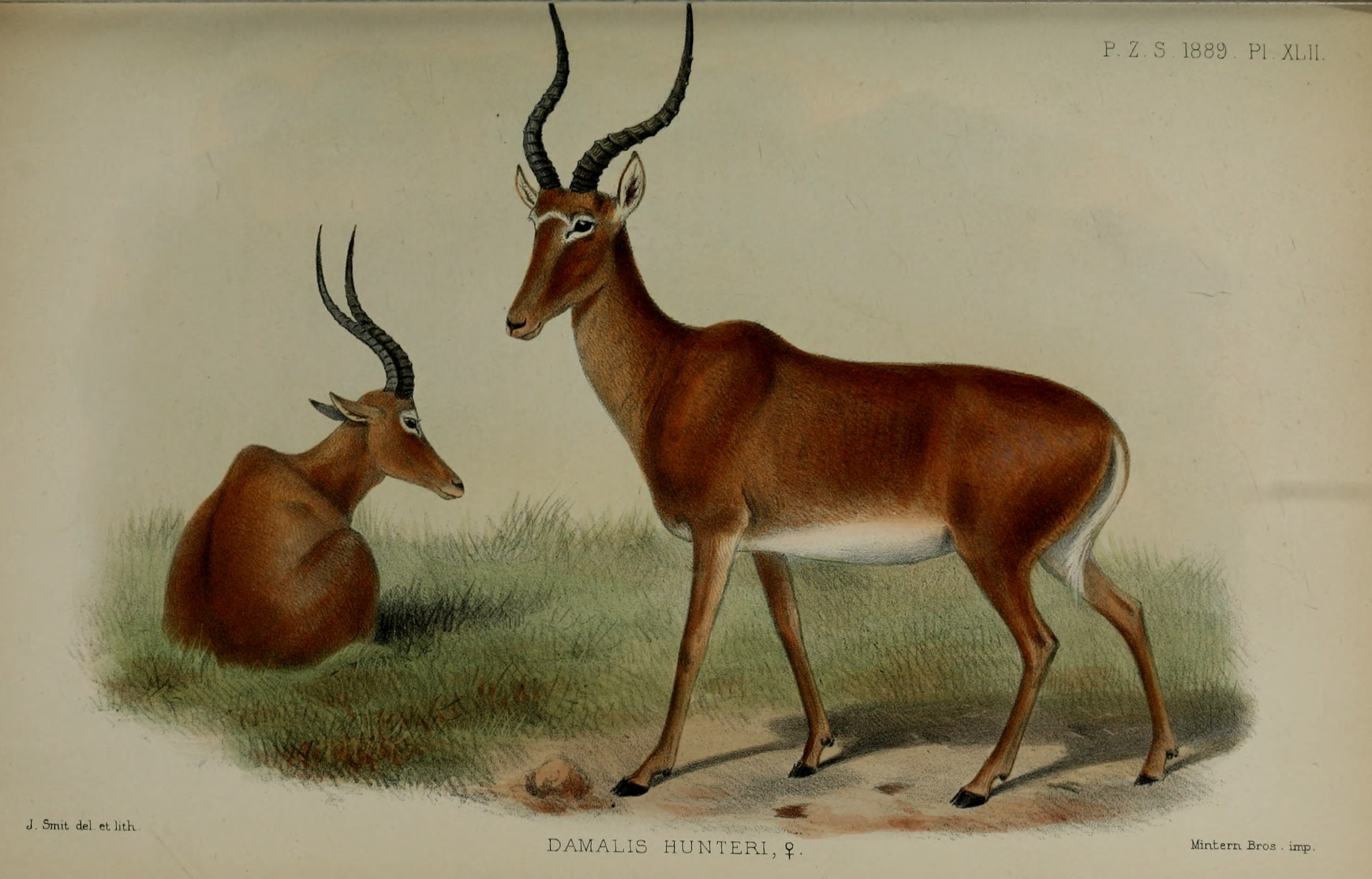
Umělecké vyobrazení hiroly (1889)
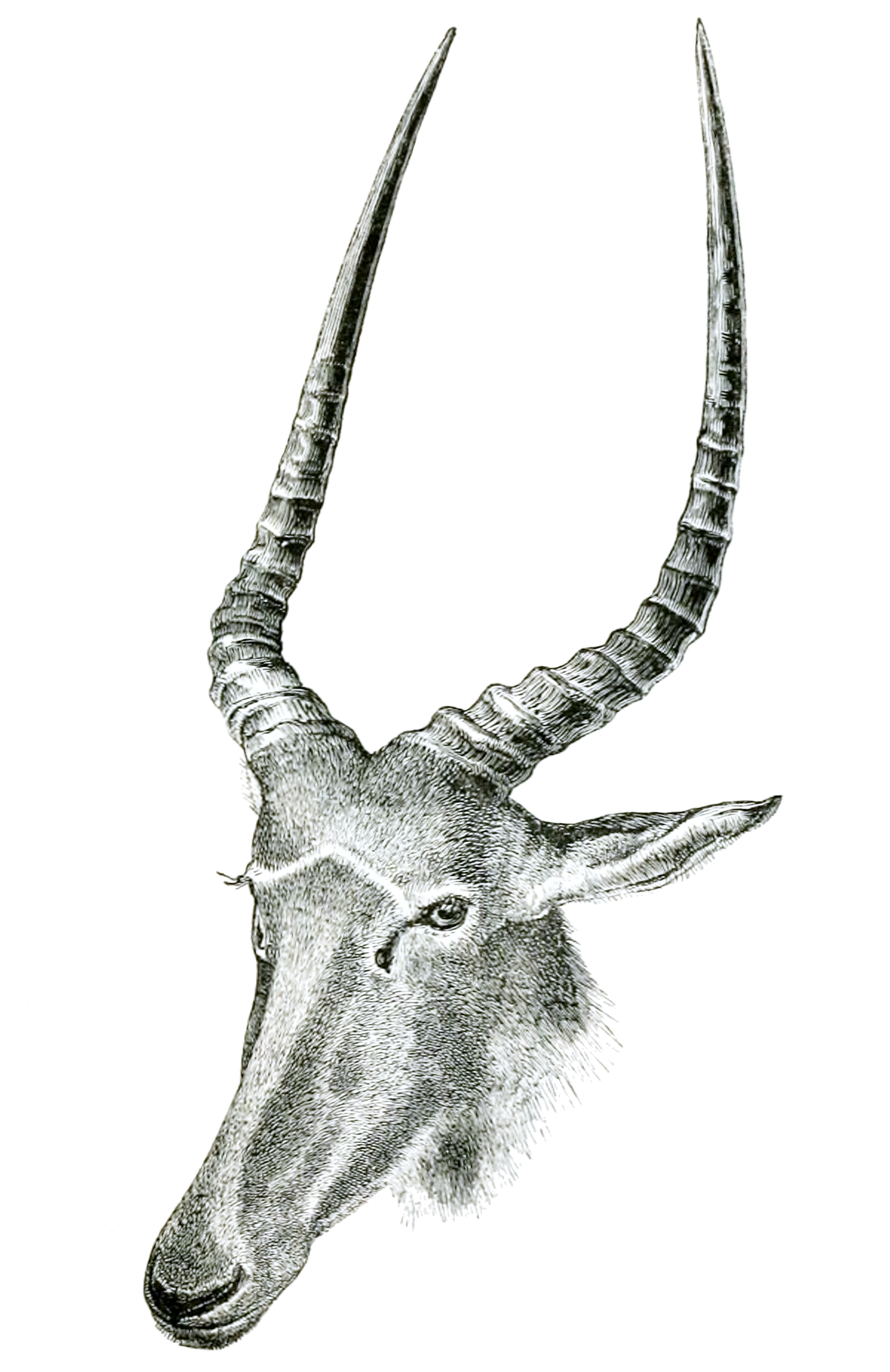
Morfologie hlavy hiroly